# Durga
Velika boginja Durga je rođena iz energije muških božanstava kada su bogovi izgubili dugo vođenu bitku sa demonima. Sve energije bogova su ujedinjene i postala je supernova, izbacujući plamen u svim pravcima. Tada se jedinstvena svetlost, prožimajući tri sveta svojim sjajem, spojila u jednu, i postala je ženski oblik. Jedan od najčešće pominjanih oblika Velike boginje je njena manifestacija kao mlade, mnogoruke boginje, koja je pobedila moćnog bizona, demona koji simbolizuje, između ostalog, elementarne sile sirovog, životinjskog neznanja. U ovoj inkarnaciji ona se naziva Durga, „nedostupna“.
Durga ime doslovno znači „Izvan Dometa“. Ovo je eho snage žena ratnika, nedodirljiva nezavisnost. U stvari, mnoge ličnosti povezane sa njom su zvanično nevine. Ovde se ne misli na nevinost u smislu ograničavajućeg shvatanja od strane patrijarhalnog poretka, već u smislu Estera Hardinga: ona je „jedna-u-sebi“, ili kako bi Harding dalje primetio u 'Bogorodici boginji': „Njena božanska moć ne zavisi od njenog odnosa sa mužem-bogom, i samim tim njeni postupci ne zavise od potrebe da se miri sa njim ili da se usaglasi sa njegovim kvalitetima i stavovima. Jer ona nosi svoj identitet kroz sopstvena prava.“
Nestanak Durga sa bojišta posle pobede nad agresijom izražava jednu od najdubljih istina događaja, da je ženska akcija u kosmičkoj drami bez ego-zadovoljavajuće ambicije.

## Literatura
- Durga Puja: Yesterday, Today and Tomorrow, Sudeshna Banerjee, Rupa and Co, Calcutta, 2004. ( 978-81-291-0547-9)
- Hindu Goddesses: Vision of the Divine Feminine in the Hindu Religious Traditions, David Kinsley. ( 978-81-208-0379-4)
- Mother Goddess Durga, Pranab Bandyopadhyay, United Writers, Calcutta 1993  978-81-85328-13-3
- Grace and Mercy in Her Wild Hair : Selected Poems to the Mother Goddess, Ramprasad Sen (1720–1781). ( 978-0-934252-94-2)
- Durga Puja Beginner, Swami Satyananda Saraswati, Devi Mandir, 2001. ( 978-1-887472-89-0)
- "Chandi Path", Swami Satyananda Saraswati, Devi Mandir ( 978-1-877795-52-7)
- "Chandi Path: Study of Chapter One", Swami Satyananda Saraswati, Devi Mandir ( 978-1-877795-58-9)
- "Chandi Path: Study of Chapter Two", Swami Satyananda Saraswati, Devi Mandir ( 978-1-877795-60-2)
- Offering Flowers, Feeding Skulls: Popular Goddess Worship in West Bengal, June McDaniel, Oxford University Press, 2004. ( 978-0-19-516791-7)
- "Pronunciation and the Chandi Samputs", Swami Satyananda Saraswati, Devi Mandir ( 978-1-877795-61-9)
- "Devi Gita", Swami Satyananda Saraswati, Devi Mandir ( 978-1-877795-56-5)
- The Bond Between Women: A Journey to Fierce Compassion, China Galland, Riverhead Trade Publishing, U.S., 1999.
- Mahishasura Mardini Stotram (Prayer to the Goddess who killed Mahishasura), Sri Sri Sri Shankara Bhagavatpadacharya